# اتمپو
اتمپو (انگلیسی: Atempo) شرکت فناوری اطلاعات فرانسوی است، که در سال ۱۹۹۲ تأسیس شد.